# Last Name
«Last Name» — песня американской кантри-певицы Кэрри Андервуд, вышедшая 8 апреля 2008 года в качестве третьего сингла с её второго студийного альбома Carnival Ride (2007). Авторами песни выступили Андервуд, Эшли Горли и Kelley Lovelace. Сингл стал седьмым чарттоппером Андервуд в кантри-чарте Hot Country Songs. Песня получила несколько наград и номинаций.
На 51-й церемонии Грэмми песня выиграла третью подряд для Андервуд Grammy Award for Best Female Country Vocal Performance. Тираж сингла составил 1,3 млн копий.

## История
Андервуд впервые исполнила песню 18 мая 2008 года во время 43-й церемонии награждения Academy of Country Music Awards. Она также исполнила её 21 мая 2008 года в седьмом сезоне конкурса American Idol и исполнила 8 февраля 2009 года на 51-й церемонии Грэмми.
Песня получила смешанные отзывы музыкальных критиков и обозревателей: Allmusic, Rolling Stone, Blender, Billboard.
Среди негативных отзывов были Engine 145, Slant Magazine.
К ноябрю 2015 году тираж «Last Name» превысил 1,3 млн копий в США.

## Награды и номинации

### 35-я церемонияPeople's Choice Awards
| Год  | Номинируемая работа | Категория                | Результат |
| ---- | ------------------- | ------------------------ | --------- |
| 2009 | «Last Name»         | Country Song of the Year | Победа    |

### 51-я церемония «Грэмми»
| Год  | Номинируемая работа | Категория                             | Результат |
| ---- | ------------------- | ------------------------------------- | --------- |
| 2009 | «Last Name»         | Best Female Country Vocal Performance | Победа    |

### 2010 CMA Triple-Play Awards
| Год  | Номинируемая работа | Категория                                                          | Результат |
| ---- | ------------------- | ------------------------------------------------------------------ | --------- |
| 2010 | «Last Name»         | Triple-Play Songwriter (вместе с «So Small» и «All-American Girl») | Победа    |

### 2009 BMI Awards
| Год  | Номинируемая работа | Категория                                 | Результат |
| ---- | ------------------- | ----------------------------------------- | --------- |
| 2009 | «Last Name»         | Songwriter of the Year (Carrie Underwood) | Победа    |

## Чарты

### Еженедельные чарты
| Чарт (2008)                         | Высшая позиция |
| ----------------------------------- | -------------- |
| Канада (Billboard Canadian Hot 100) | 34             |
| Канада (Billboard Country)          | 3              |
| США (Billboard Hot 100)             | 19             |
| США (Billboard Adult Pop Airplay)   | 31             |
| США (Billboard Hot Country Songs)   | 1              |

### Итоговые годовые чарты
| Чарт (2008)                    | Позиция |
| ------------------------------ | ------- |
| США (Country Songs, Billboard) | 27      |

## Сертификации
| Регион | Сертификация | Продажи   |
| --- | ------------ | --------- |
| США (RIAA) | Платиновый   | 1,300,000 |
| * Данные о продажах приведены только на основе сертификации. ^ Данные о тиражах приведены только на основе сертификации. |              |           |